# Lasiobelonium fuscum
Lasiobelonium fuscum är en svampart som först beskrevs av E. Müll. & Dennis, och fick sitt nu gällande namn av Raitv. 1980. Lasiobelonium fuscum ingår i släktet Lasiobelonium och familjen Hyaloscyphaceae.   Inga underarter finns listade i Catalogue of Life.